# メアリー・ナイチンゲール
メアリー・ナイチンゲール（英：Mary Nightingale、1963年5月26日 - ）は、イギリスのジャーナリスト兼テレビ司会者であり、2001年以来、『ITVイブニングニュース』のプレゼンターとして最もよく知られている。

## 教育と初期のキャリア
ナイチンゲールは、デヴォン州エクセターにあるロイヤル・デヴォン・アンド・エクセター病院近くの独立女子学校のセント・マーガレッツ・スクール（St Margaret's School）と、同州トットネスにあるエドワード6世学校で教育を受けた。彼女はロンドン大学ベッドフォード・カレッジで英語の学士号を取得し、現在はロンドン大学ロイヤル・ホロウェイ校と合併している。
テレビ東京の『ワールドビジネスサテライト』のプレゼンター兼ライターとしてジャーナリズムのキャリアをスタートさせた。その後、BBCワールドの『ワールド・ビジネス・リポート（World Business Report）』でプレゼンター兼ライターとして働き、経済・企業ニュースを報道した。
1994年にロイター・フィナンシャル・テレビジョンの早朝の金融番組のプレゼンターとしても働いた。

## テレビのキャリア

### 1990年代
田舎での生活についての事実に基づいたシリーズである『カールトン・カントリー』の共同プレゼンターを務め、BBC Oneの番組『ホリデー』のプレゼンターを務めた。1994年5月、ロンドン・ニュース・ネットワークの夕方の番組『アフター5（After 5）』の最初のプレゼンターになった。1991年、イギリス、フランス、アイルランドで開催されたラグビーワールドカップのITVの報道で共同プレゼンターとして働き、1995年には、定期的な夜のハイライト番組で南アフリカでの次のトーナメントからプレゼンターを務めた。1996年、BBC Twoの『スキー・サンデー』のプレゼンターを務めた。
1999年4月まで、ロンドン・ニュース・ネットワークの主力ニュース番組『ロンドン・トゥナイト』のアラステア・スチュワートと共同プレゼンターを務め、カールトンのランチタイムニュース番組『ロンドン・トゥデイ』の唯一のプレゼンターだった。また、『ロンドン・トゥナイト』の毎日深夜のニュース放送のプレゼンターを務めた。

### 2000年代
1999年から2001年にかけて、ITVの主力ホリデー番組『Wish You Were Here...?』のアンカーを務め、『ザ・リアリー・グッド・フード・ショー（The Really Good Food Show）』のプレゼンターも務めた。
2001年、『ITVイブニングニュース』に昇進し、『ロンドン・トゥナイト』でのポジションを離れた。また、2001年の総選挙を担当するITNチームの一員でもあった。
2002年、エリザベス・ボーズ＝ライアンの訃報を伝えた。
2006年の『ホリデー・アンダーカバー（Holidays Undercover）』、『女王になる少女（The Girl Who Would Be Queen）』、2007年の『ダイアナ - 感謝祭の奉仕（Diana - A Service of Thanksgiving）』など、様々なITV番組にも出演している。

### 2010年代
『ITVランチタイムニュース』と『ITVニュース』の週末ニュース放送の不定期プレゼンターであり、2015年10月に番組が再編成される前は、『ITV News at Ten』で代行プレゼンターを務めていた。
2011年4月、ITVの昼間の料理番組『ブリテンズ・ベスト・ディッシュ』のホストをマーク・ニコラスから引き継いだ。
2012年9月23日、ITVで『ウィリアム&ケイト:南洋ツアー（William & Kate: The South Seas Tour）』のプレゼンターを務めた。
2016年12月13日、2017年1月以降、『ITVイブニングニュース』の唯一のプレゼンターになることが発表された。

## 賞
2002年と2004年に、「ニュースキャスター・オブ・ザ・イヤー（Newscaster of the Year）」部門でTRICアワードを受賞した。

## 私生活
2000年4月にテレビプロデューサーのポール・フェンウィック（Paul Fenwick、トレイルファインダーズの元人事部長）と結婚した。夫妻には2人の子供がいる。

## フィルモグラフィー
| 年              | タイトル                                            | 役職                        |
| --------------- | --------------------------------------------------- | --------------------------- |
| 1991年、1995年  | ITVスポーツ                                         | プレゼンター                |
| 1994年          | ロイター・フィナンシャル・テレビジョン              | プレゼンター                |
| 1994年 - ?      | 『アフター5』                                       | プレゼンター                |
| 1995年          | 『カールトン・カントリー』                          | プレゼンター                |
| 1995年          | ITN『ワールドニュースサービス』                     | プレゼンター                |
| 1995年          | 『ソルジャー・ソルジャー』                          | ニュースリーダー （カメオ） |
| 1996年          | 『アイ・スパイ』                                    | プレゼンター                |
| 1996年          | 『スキー・サンデー』                                | プレゼンター                |
| 1997年          | 『サーズデー・ナイト・ライブ』                      | ゲスト                      |
| 1998年          | 『ホリデー』                                        | プレゼンター                |
| 1999年          | 『ロンドン・トゥナイト』                            | プレゼンター                |
| 1999年          | 『リアリー・グッド・フード』                        | プレゼンター                |
| 1999年 - 2001年 | 『Wish You Were Here...?』                          | プレゼンター                |
| 1999年 - 2001年 | 『ITVナイトリーニュース』                           | プレゼンター                |
| 2000年          | 『エアークラフト・エマージェンシー』                | プレゼンター                |
| 2000年          | 『コール・マイ・ブラフ』                            | ゲスト                      |
| 2001年 - 現在   | 『ITVイブニングニュース』                           | 主任プレゼンター            |
| 2001年          | 『ファインド・ユア・ファミリー』                    | プレゼンター                |
| 2001年 - 2015年 | 『ITVウィークエンドニュース』                       | プレゼンター                |
| 2001年          | トゥナイト                                          | リポーター                  |
| 2002年          | 『フー・ウォンツ・トゥ・ビー・ア・ミリオネア』      | ゲスト                      |
| 2003年          | 『パッケージ・ホリデー・アンダーカバー』            | プレゼンター                |
| 2003年 - 2004年 | 『リアル・バッド・ガールズ』                        | ナレーター                  |
| 2003年          | 『トゥデイ・ウィズ・デス・アンド・メル』            | ゲスト                      |
| 2004年 - 2008年 | 『ITV News at 10.30』                               | プレゼンター                |
| 2004年 - 2005年 | ITVニュースチャンネル                               | プレゼンター                |
| 2006年          | 『ホリデイズ・アンダーカバー』                      | プレゼンター                |
| 2006年          | 『スティーブ・アーウィン・トリビュート』            | ナレーター                  |
| 2006年          | 『異常気象の年』                                    | プレゼンター                |
| 2007年          | 『女王になる少女』                                  | プレゼンター                |
| 2007年          | 『ダイアナ - 感謝祭の奉仕』                         | プレゼンター                |
| 2008年 - 2015年 | 『ITV News at Ten』                                 | 副プレゼンター              |
| 2009年 - 2015年 | 『ITVランチタイムニュース』                         | プレゼンター                |
| 2011年、2018年  | 『ザ・ロイヤル・ウェディング』                      | リポーター                  |
| 2011年          | 『ブリテンズ・ベスト・ディッシュ』                  | プレゼンター                |
| 2012年          | 『ザ・クイーンズ・ダイヤモンド・ジュビリー』        | リポーター                  |
| 2012年          | 『ウィリアム&ケイト:南洋ツアー』                    | プレゼンター                |
| 2013年          | 『ニュースフラッシュ:世界を止めた物語』             | ゲスト                      |
| 2014年          | 『オン・アサインメント』                            | プレゼンター                |
| 2014年          | 『マディ:グローバルな強迫観念』                     | ゲスト                      |
| 2015年          | 『And Here Is the News...』                         | ゲスト                      |
| 2015年          | 『カメラマンから女王へ』                            | ゲスト                      |
| 2017年          | 『アント&デックのサタデー・ナイト・テイクアウェイ』 | ゲスト                      |
| 2019年          | 『イヤーズ・アンド・イヤーズ』                      | 本人                        |
| 2021年          | 『フィリップ王子 - 王室の葬儀』                     | リポーター                  |